# Беланьский, Адам
А́дам Бела́ньский (14 декабря 1912, Краков — 4 сентября 2016) — польский химик, профессор Ягеллонского университета, член Польской академии наук, член Польской академии обучения, почётный председатель комитета химии Польской академии наук.

## Биография
С 1983 года работал в «Институте катализа и химии поверхности» Польской академии наук в Кракове, где был руководителем исследовательской группы «Химические и каталитические свойства твердых гетерополикислот».
Является автором научных работ и статей по химии, особенно в области химического катализа. Автор академических учебников по физической химии и Неорганической химии, в частности, часто переиздаваемая «Общая и неорганическая химия», который в 1984 году заменил «неорганическая химия». Эта книга является основой для преподавания неорганической химии во многих польских университетах.

## Награды и звания
- Медаль Енджея Сьнядеского (1982)
- Почётный доктор наук Университета горного дела и металлургии в Кракове (1983)
- Медаль Яна Харабашевского (1991)
- Почётный доктор Вроцлавского университета[5] (2001)
- Почётный профессор Ягеллонского университета (2009)
- Премия Эрасмуса и Анны Ежмановских (2012)

## Семья
Отец — Адам Беланьский (1881—1964), брат — Владислав Беланьский (1911—1982), профессор биологии, сестра — София Беланьска (р. 1919), профессор естественных наук.